# 桑勒诺布勒
桑勒诺布勒（法語：Sin-le-Noble，法語發音：[sɛ̃ lə nɔbl]），法国北部城市，上法兰西大区诺尔省的一个市镇，隶属于杜埃区，其市镇面积为11.5平方公里，2022年1月1日时人口数量为15,916人，在法国城市中排名第614位。
桑勒诺布勒位于诺尔省中部，杜埃市区以东，是杜埃重要的近郊卫星城。

## 地名来源

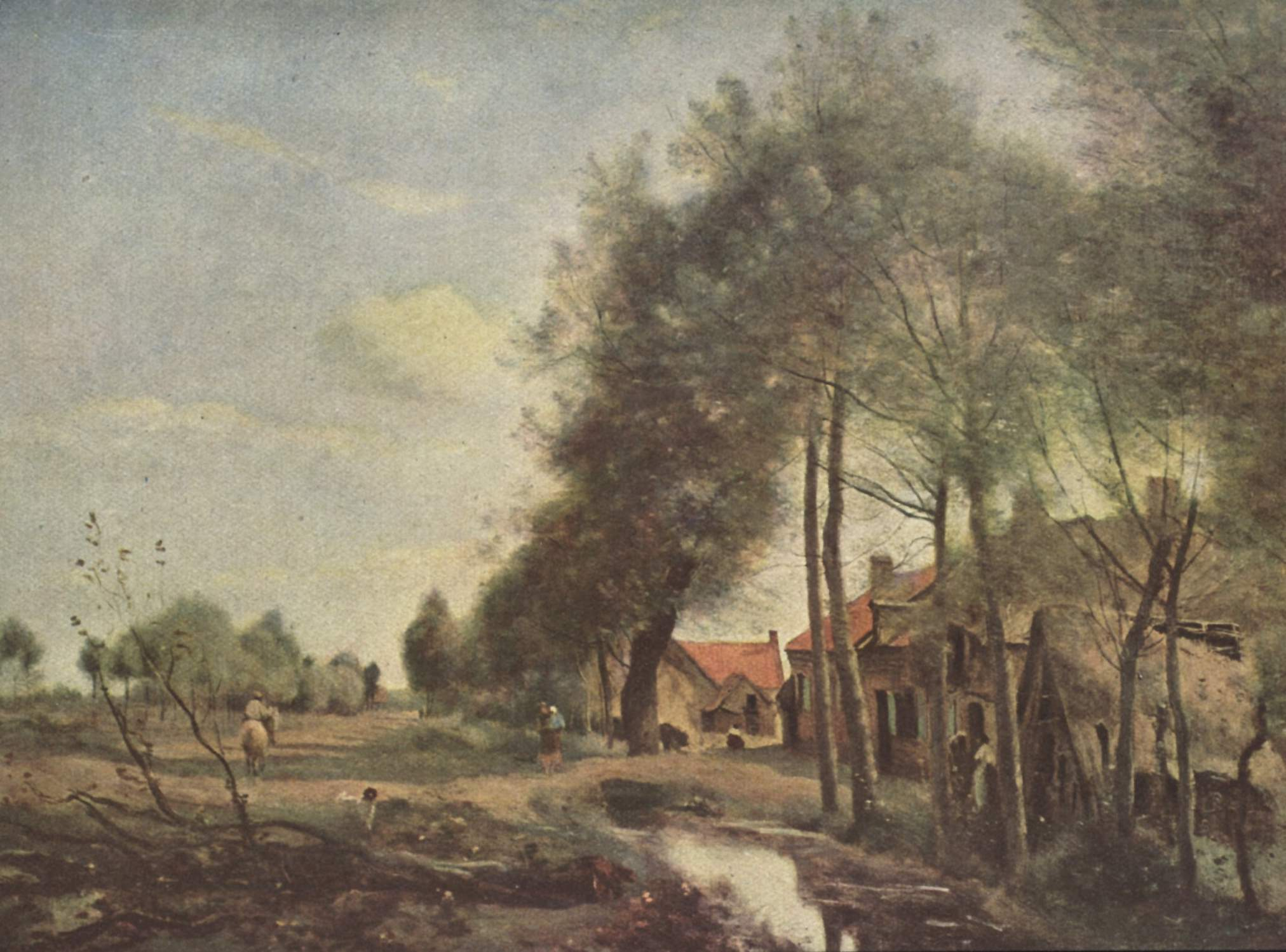
19世纪桑勒诺布勒的农村

“桑勒诺布勒”一名由两部分组成，其中“桑”（Sin）可能指代斯卡尔普河；“勒诺布勒”（le-noble）在法语中意为“贵族”，在佛兰德公国并入法国后，该地曾为皇家直属领地，故名。在法国大革命期间，“桑勒诺布勒”曾被更名为“杜埃附近桑”（Sin-lès-Douai）。

## 历史
桑勒诺布勒历史上长期为一处普通村落，最初记载于1117年，彼时属于佛兰德公国，1667年划归法兰西，法国大革命后，桑勒诺布勒成为诺尔省的一个市镇，工业革命期间，桑勒诺布勒因境内的煤炭资源开发而得到发展，当地出现了十余处煤矿，其中代雅尔丹矿井深达676米，是当地规模最大的煤矿，1984年完全关闭。

## 地理

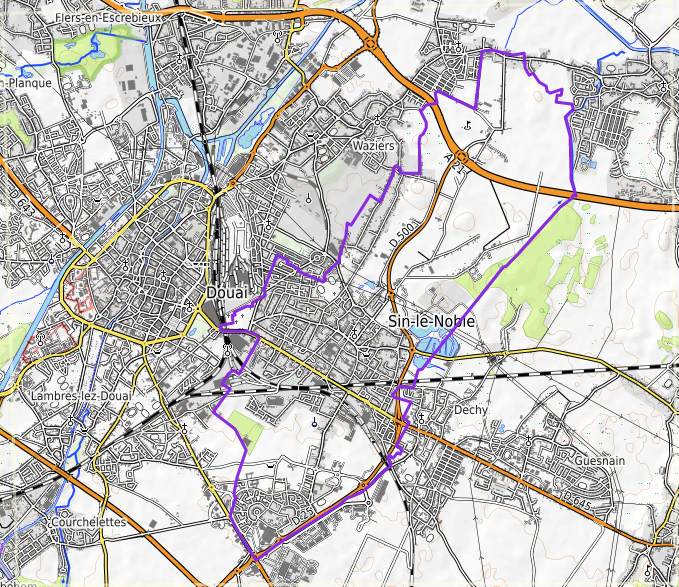
桑勒诺布勒市镇范围地图

桑勒诺布勒位于法国北部，上法兰西大区北部和诺尔省中部，距离省会里尔大约43公里。与桑勒诺布勒接壤的市镇包括：拉兰、德希、杜埃、费兰、朗布尔莱杜埃、瓦济耶。

### 地形
桑勒诺布勒位于法国北部低地平原腹地，境内地势平坦，全境海拔在16到44米之间。

### 水文
戈迪永河（Le Godion）自南向北流经境内，属于利斯河流域。

### 植被
桑勒诺布勒属于温带落叶林区，市区内的主要林地分布于市区北部。

### 气候
桑勒诺布勒在柯本气候分类法中属于温带海洋性气候。

## 行政区划
桑勒诺布勒是法国上法兰西大区诺尔省的一个市镇，编号为59569。桑勒诺布勒隶属于杜埃区，管理桑勒诺布勒县，是杜埃城市圈公共社区的重要组成部分。
桑勒诺布勒市镇被划为8个街区，并实行街区自治制度。
法国国家统计与经济研究所（简称）在进行数据统计时，将桑勒诺布勒及相邻的另外65个市镇设为杜埃-朗斯城市核心区，并将包括核心区在内的周边共103个市镇划为杜埃-朗斯城市区。同时，还将桑勒诺布勒市镇分为了6个“块区”（IRIS），以便于统计人口分布情况。

## 交通

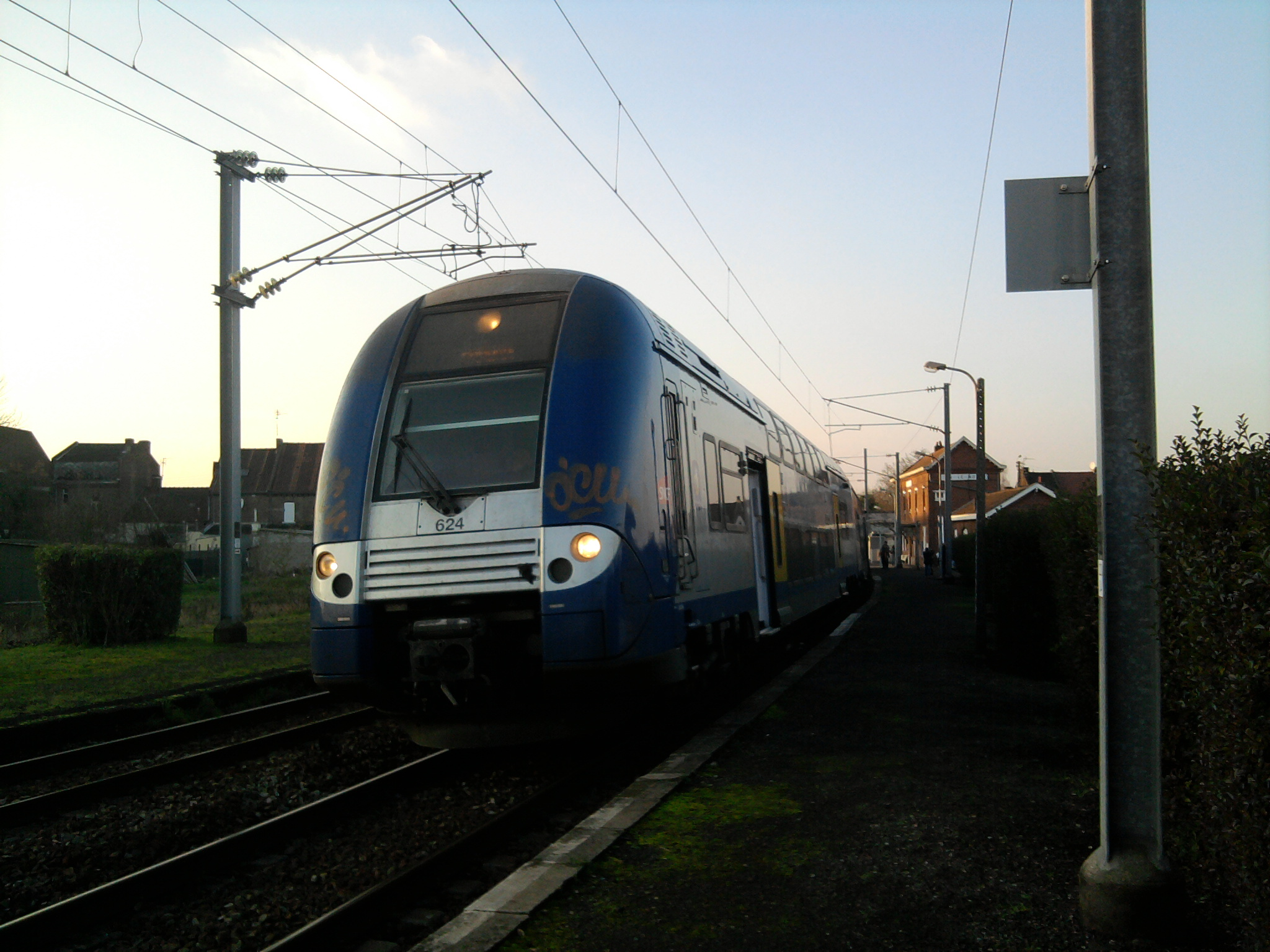
停靠桑勒诺布勒站的一辆区域列车

### 公路
多条诺尔省省道在桑勒诺布勒境内交汇，上法兰西大区下属的城际客运提供巴士线路，可前往桑勒诺布勒南部的一些市镇。
2017年，71.1%的桑勒诺布勒家庭拥有至少一辆的私人汽车。2018年，桑勒诺布勒境内共发生各类交通事故4起，造成7人受伤。

### 铁路
桑勒诺布勒位于圣瑞斯特昂绍塞－杜埃铁路上。桑勒诺布勒站位于市区中北部，是一个无人看守的乘降所，停靠往返于里尔和圣康坦一线的区域列车。

### 航空
距离桑勒诺布勒最近的民用航空站为里尔机场，距离桑勒诺布勒市中心的公路里程约31公里。

### 城市公共交通
桑勒诺布勒属于杜埃城市公共交通（商业名称为）的服务范围，后者为杜埃城市圈公共社区的城市公共交通系统。截至2020年12月，该系统共包括数十条公交线路，其中大容量公交A线和公交2路、3路、8路、12路、13路、20路等经过桑勒诺布勒境内。

## 政治
桑勒诺布勒的现任市长为克里斯托夫·迪蒙先生（Christophe Dumont），他是一名无党派人士，在2020年的市政选举中获得了75.4%的支持率。
在2017年的法国总统大选中，法国民族阵线主席让-玛丽·勒庞在桑勒诺布勒获得了53.87%的支持率。

## 人口
2017年，桑勒诺布勒市镇人口数量为15,682，在法国排名第614位。其中男性7,458人，女性8,224人，75岁及以上人口占7.5%，外籍人口数量为3,371人，人口密度为1,360人/平方公里，当地居民被称为（男性）或（女性）。2018年，桑勒诺布勒境内出生228人，死亡人口154人。
| 年份   | 1936   | 1946   | 1954   | 1962   | 1968   | 1975   | 1982   | 1990   | 1999   | 2006   | 2011   | 2016   | 2017   |
| ------ | ------ | ------ | ------ | ------ | ------ | ------ | ------ | ------ | ------ | ------ | ------ | ------ | ------ |
| 人口數 | 12,424 | 12,744 | 13,664 | 14,794 | 16,065 | 18,664 | 18,122 | 16,472 | 16,972 | 16,729 | 16,027 | 15,446 | 15,682 |

## 经济
桑勒诺布勒是一个区域性的中心城市，当地共有各类用人单位1,124家，平均历史为14年，其中98.21%为中小型企业（PME）。房屋租售（Location et exploitation de biens immobiliers propres ou loués）、社会服务（Activités des autres organisations associatives）及专业性商贸（Commerce de détail sur éventaires et marchés）是当地企业数量最多的三个领域，分别占总注册用人单位数量的22.5%、6.3%和5.4%。

## 财政收入
2018年，桑勒诺布勒的财政收入总额为21,356,200欧元，财政支出总额为18,280,200欧元，当年的债务总额为14,770,800欧元。
2015年，桑勒诺布勒的人均收入总额为2,462欧元，其中高职人员为3,921欧元，普通职员为1,772欧元。
2017年，桑勒诺布勒境内的青壮年（15至64岁）失业率为22.2%，当地29.3%的家庭拥有纳税资格。

## 社会事务

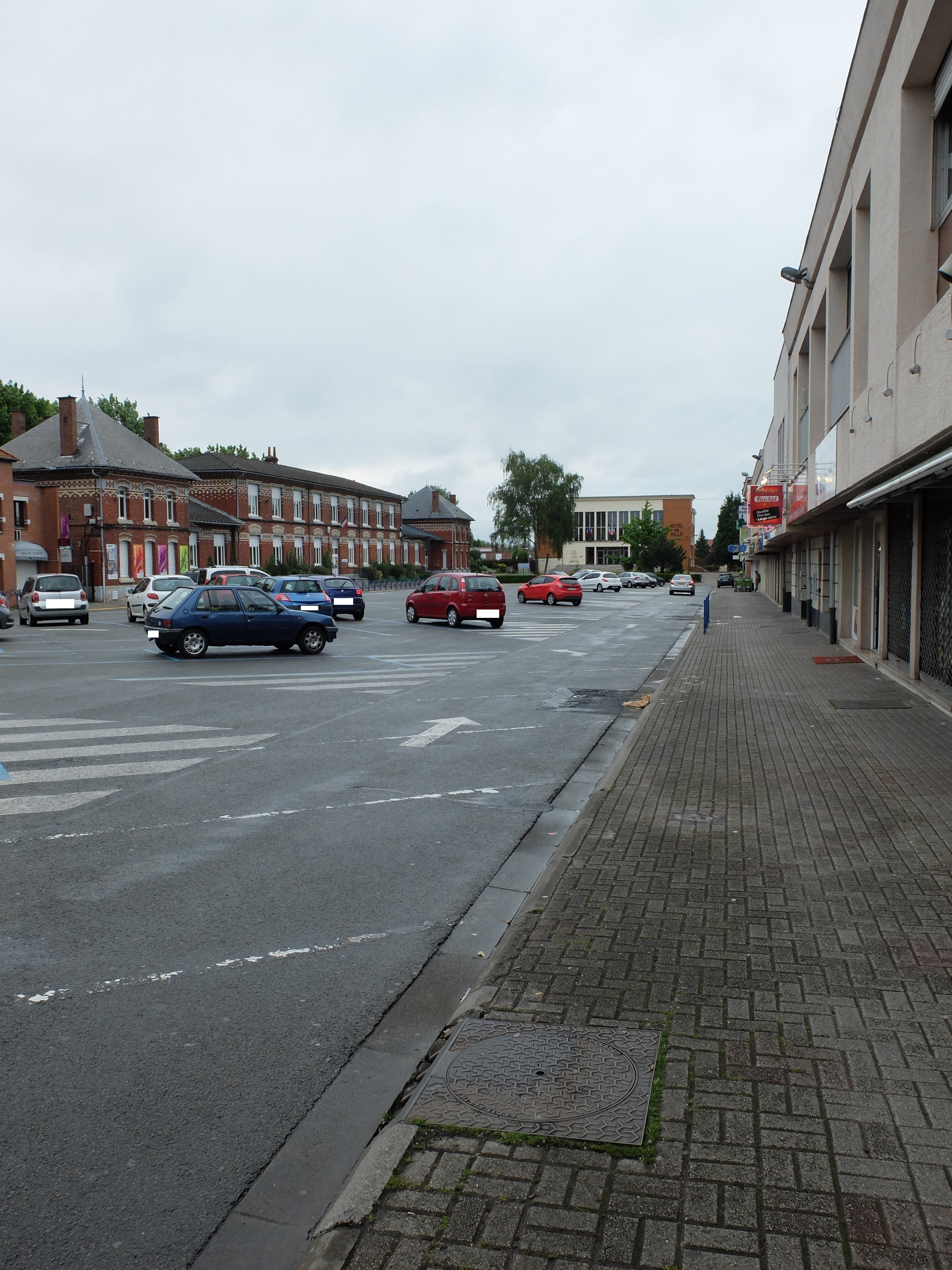
让·饶勒斯广场

### 教育
桑勒诺布勒属于里尔学区。截止2019年1月1日，桑勒诺布勒境内共有3所幼儿园、8所小学、1所初级中学和1所普通高中。2018至2019学年度，桑勒诺布勒境内共有在校中等教育阶段学生1,834名。

### 医疗
截止2019年1月1日，桑勒诺布勒境内共有全科医生11名、保健师16名、牙医3名和护士20名。境内共有药房10家、养老院1家、残疾人帮扶中心1家。
桑勒诺布勒是杜埃中心医院的服务范围，后者是法国的一个区域性医疗机构，其主病区位于桑勒诺布勒市区以南，设有床位596个，是当地规模最大的公立综合性医院。

### 住房
2017年，桑勒诺布勒境内共有各类住房7,070套，其中79.3%为独立式居民区，主要分布于市区中北部；20.5%为集中式居民区，主要分布于市区南部。常住房屋占桑勒诺布勒市镇范围内居民建筑总量的90.1%。

### 商业
2018年，桑勒诺布勒境内共有各类实体商铺241家，其中餐厅21家、大型超市4家、杂货店3家、面包房8家、肉铺5家、书店1家、银行门店5家、美容美发店30家、汽车维修店17家。市区南部建有大型开放式商业街区。

### 体育
2019年，桑勒诺布勒境内共有2家游泳池、2间体育馆、1座综合体育场、6处网球场、2处足球或橄榄球场、2处篮球或排球场以及1处高尔夫球场。
桑勒诺布勒体育俱乐部（AS Sin Le Noble）是当地的一支足球队，2020至2021赛季参加诺尔省足球联赛（埃斯科区）。

### 环境
桑勒诺布勒的环境事务由其所属的公共社区负责。2018年，桑勒诺布勒境内共有1家污染企业。

### 治安
2018年，桑勒诺布勒市镇范围内共有2处派出所。
2014年，桑勒诺布勒及附近地区共发生各类案件7,385起，其中盗窃类案件3,970起，经济类案件762起，毒品交易类案件568起。

## 文化
2019年，桑勒诺布勒境内暂无公共文化设施。

### 建筑
桑勒诺布勒境内有多处法国国家文物保护单位，其中圣马丁教堂（Eglise Saint-Martin）是当地的代表性建筑物，杜埃公墓位于桑勒诺布勒境内。

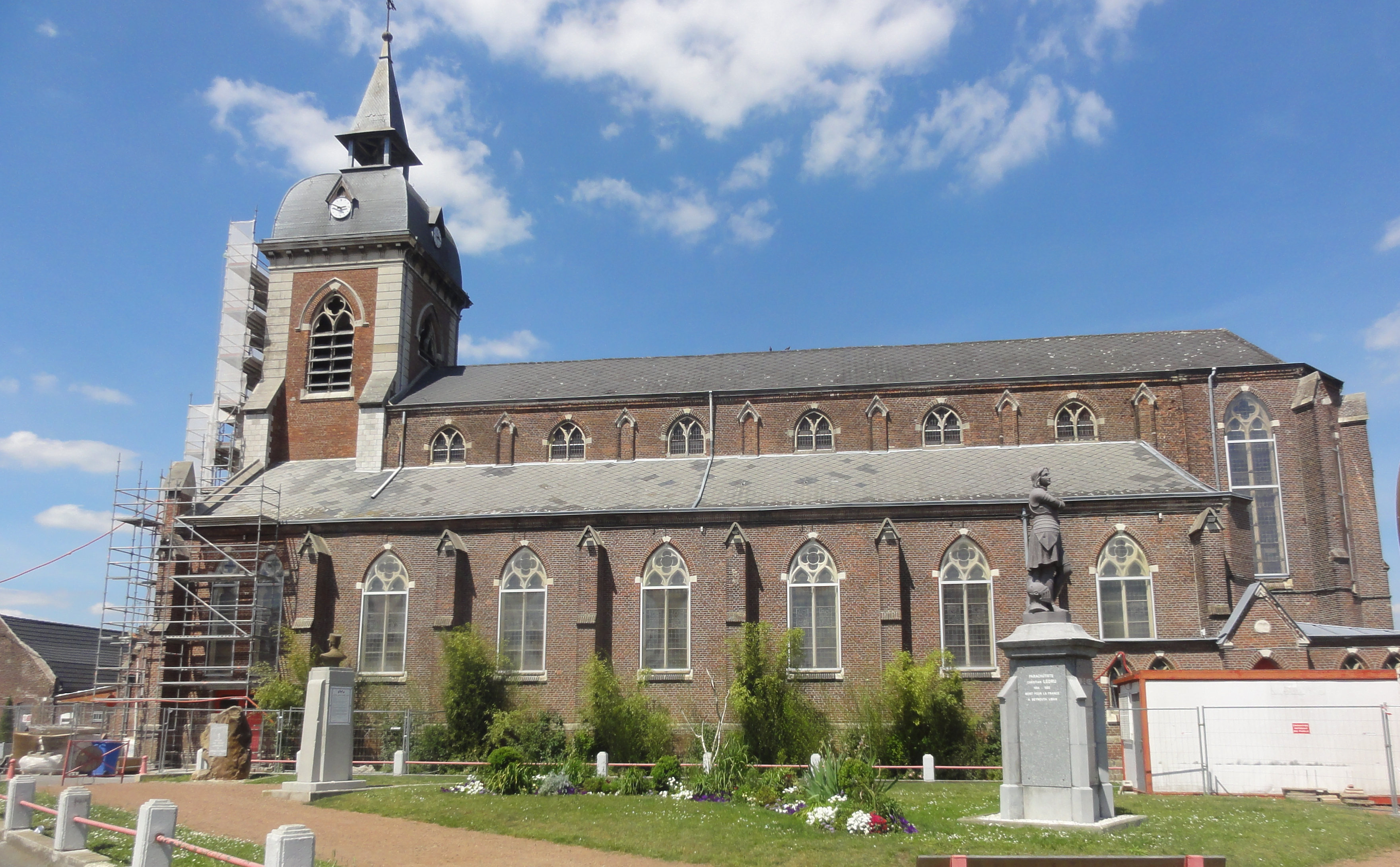
圣马丁教堂
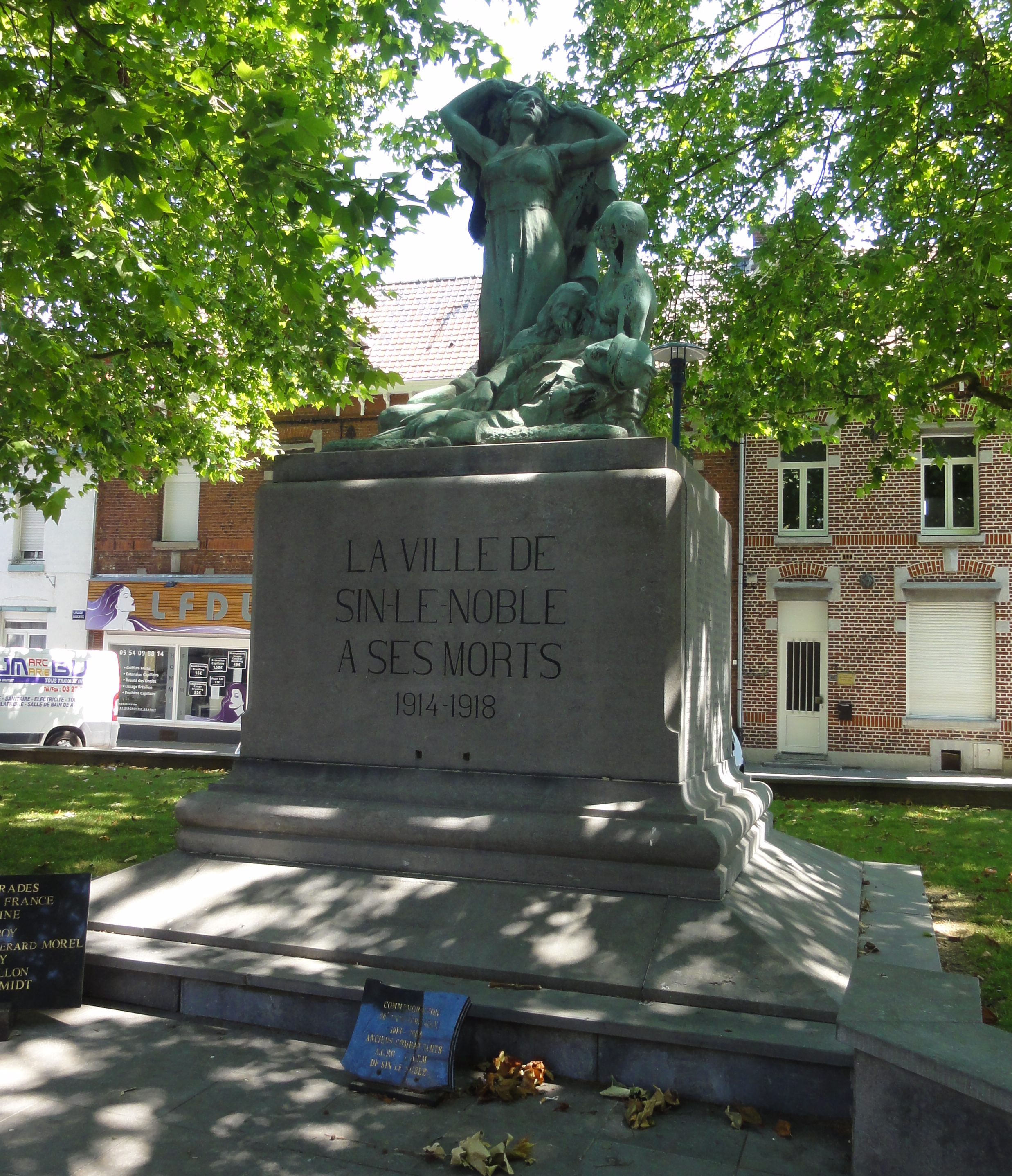
一战纪念碑
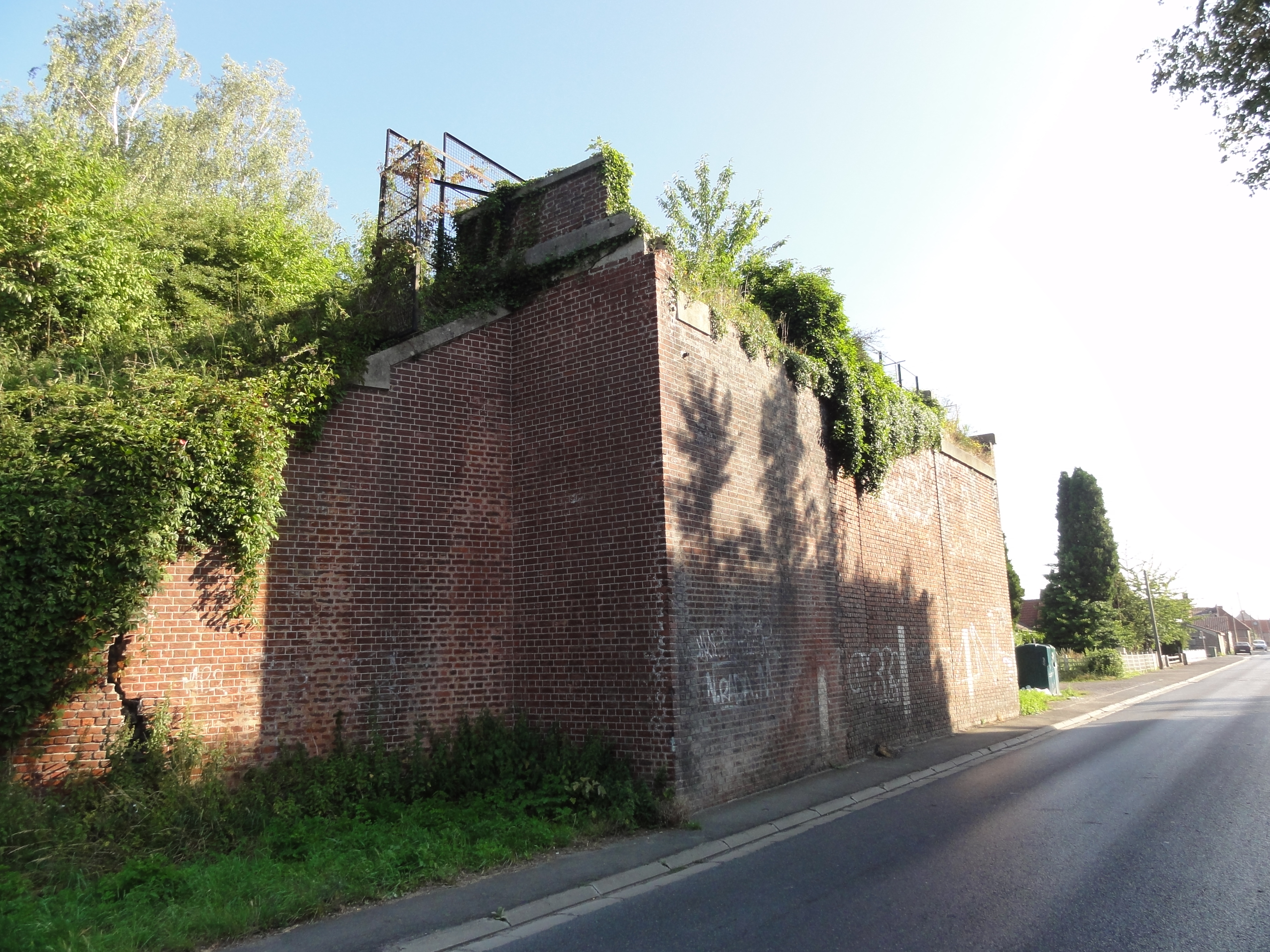
矿井遗址

### 旅游
桑勒诺布勒的旅游事务由其所属的公共社区负责。2020年，桑勒诺布勒境内暂无任何接待设施。

### 媒体
法国主要的媒体均可在桑勒诺布勒接收，法国电视三台下属的上法兰西大区频道在部分时段播出桑勒诺布勒所属区域的地方新闻。

## 友好城市
截至2020年12月，桑勒诺布勒共与两座城市互为友好城市关系：
- 義大利 切奇纳
- 波蘭 圣卡塔日娜（波兰语：Święta Katarzyna (województwo dolnośląskie)）